# Бандит (фильм, 1946)

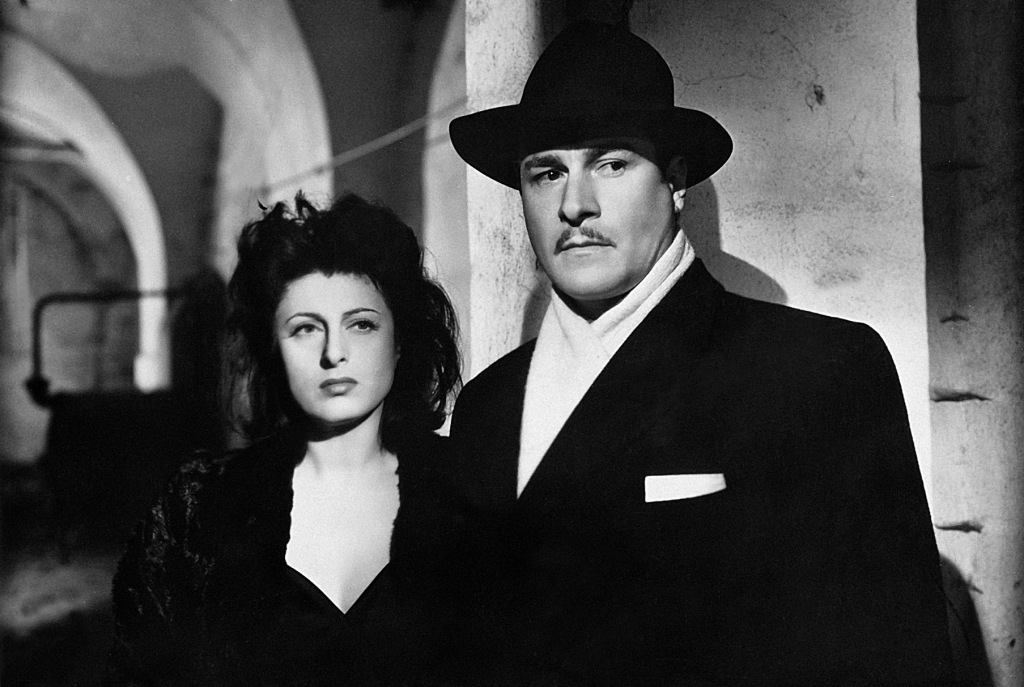
Амедео Наццари и Анна Маньяни. Кадр из фильма.

Бандит (итал.  Il bandito) — итальянский художественный фильм, снятый режиссёром Альберто Латтуада в 1946 году.
Премьера фильма состоялась 5 октября 1946 года.
Фильм-участник 1-го Каннского кинофестиваля 1946 года.

## Сюжет
Вторая мировая война закончена. Два боевых товарища, Эрнесто (Амедео Наццари) и Карло (Карло Кампанини), возвращаются из плена на родину. Друзья спешат в родные места к своим близким, но обещают друг другу когда-нибудь встретиться. Италия лежит в руинах, улицы городов наводнили представители криминального мира, от мелких жуликов до влиятельных торговцев живым товаром.
Перед разрушенным домом Эрнесто узнает, что его мать умерла, а сестра Мария (Карла Дель Поджо) исчезла. Карло, разыскивает свою дочь Розетту и рассказывает ей, как Эрнесто во время войны спас ему жизнь.
Эрнесто пытается найти «законную» работу и случайно узнаёт, что его сестра — уличная проститутка: он пытается освободить её от сутенера. Но тот убивает её. Эрнесто в свою очередь убивает сутенера. Разыскиваемый полицией, Эрнесто находит убежище у обаятельной Лидии (Анна Маньяни). Лидия оказывается руководительницей банды грабителей… Он становится её любовником и новым главой банды Лидии…
Альберто Латтуада показал в фильме судьбу солдата-бунтаря, бросившего вызов обществу, видевшего в бандитизме романтическое средство отомстить за все страдания, которые он слишком терпел по вине несправедливого и неблагодарного общества.

## В ролях
- Анна Маньяни — Лидия
- Амедео Наццари  — Эрнесто
- Элиана Бандуччи — Розетта
- Амато Гарбини — Арендатор
- Карла Дель Поджо — Мария
- Мино Доро — Мирко
- Карло Кампанини — Карло
- Фолько Лулли — Андреа
- Руджеро Мадригали — Негр
- Марио Перрон — горбун
- Тея Аймаретти — Текла, хозяйка борделя

## Награды
- Премия «Серебряная лента» за лучшую мужскую роль исполнителю главной роли Амедео Наццари  (1946—1947).